# Epinephelus lebretonianus
Epinephelus lebretonianus, tên thường gọi là Mystery grouper, là một loài cá biển thuộc chi Epinephelus trong họ Cá mú. Loài này được mô tả lần đầu tiên vào năm 1853.

## Phân bố và môi trường sống
E. lebretonianus chỉ được biết đến qua một mẫu vật duy nhất, nhưng lại không rõ vị trí tìm thấy ban đầu của nó. Mẫu vật đã được thu thập trong chuyến đi vòng quanh thế giới trên hai con tàu Astrolabe và Zélée nhằm tìm ra Nam Cực, và được cho là đã được thu thập ở đâu đó ở Ấn Độ Dương - Thái Bình Dương. Không rõ độ sâu tìm thấy chúng.

## Mô tả
Mẫu vật duy nhất được biết đến của E. lebretonianus có chiều dài cơ thể là 25 cm. Thân thuôn dài, hình bầu dục, có màu nâu lốm đốm trắng. Đầu và thân được phủ chi chít bởi các chấm màu nâu đen. Trừ vây ngực và vây bụng màu trắng, các vây còn lại có màu nâu viền đen với các vằn màu nâu sẫm. Có 3 hàng răng ở phần giữa của hàm dưới.
Số gai ở vây lưng: 11; Số tia vây mềm ở vây lưng: 17; Số gai ở vây hậu môn: 3; Số tia vây mềm ở vây hậu môn: 8; Số gai ở vây bụng: 1; Số tia vây mềm ở vây bụng: 5; Số tia vây mềm ở vây ngực: 16.
Như những đồng loại của nó, thức ăn của E. lebretonianus có thể là các loài cá nhỏ hơn, động vật thân mềm và động vật giáp xác.